# Primo Dorello
Primo Dorelli (Narni, 1872 – 1963) è stato un anatomista italiano.
Descrisse il canale di Dorello che da lui prese il nome.

## Biografia
Dopo essersi laureato a Roma nel 1897 con una laurea in medicina e chirurgia, iniziò il suo lavoro presso l'Istituto di Anatomia. Negli anni successivi fino al 1922 si occupò intensamente di questioni di anatomia umana, istologia ed embriologia. La sua pubblicazione "Considerazioni sopra la causa della paralisi transitoria dell'abducente nei flogosi dell'orecchio medio" nel 1905, in cui descrisse il Canale Dorello in seguito intitolato a lui. Tuttavia, la sua prima descrizione nell'anno 1859 risale all'anatomista austriaco Wenceslas Gruber (Wenzel Gruber, 1814 - 1890).
Nel 1922, Dorello divenne professore di anatomia all'Università di Sassari. Nel 1926 fu nominato alla cattedra dell'Università degli Studi di Perugia, dove rimase fino alla fine della sua carriera scientifica nel 1946. La sua tenuta contiene 83 pubblicazioni scientifiche. I suoi contributi alla neuroanatomia - vale a dire il canale di Dorello, sono diventati strutture importanti in vari approcci attraverso la fossa media.
Gli altri suoi straordinari interessi furono la fotografia e l'antropologia.